# Woofferton
Woofferton – wieś w Anglii, w hrabstwie Shropshire. Leży 45 km na południe od miasta Shrewsbury i 199 km na północny zachód od Londynu.